# Cnephasia amseli
Cnephasia amseli es una especie de polilla perteneciente al género Cnephasia, categorizada en la tribu Cnephasiini, de la subfamilia Tortricinae.

## Distribución
Se distribuye por Túnez.

## Taxonomía
Fue descrita por Lucas en 1942 y publicada por primera vez en Bull. Soc. ent. Fr. 47: 122 TL.